# Korea Educational Broadcasting System
Das Korea Educational Broadcasting System (EBS; Koreanisch: 한국교육방송공사) ist eine südkoreanische Rundfunkanstalt, deren Fokus vor allem auf dem Bildungsauftrag und der Pädagogik liegt. Das Sendezentrum befindet sich in Goyang.

## Geschichte
Der direkte Vorläufer des EBS war KBS3, der von 1981 bis 1990 vorwiegend bildungs- und kulturorientierte Programme sendete. Im Jahr 1990 übernahm KEDI (Korean Educational Development Institute) den Sendebetrieb und im Zuge dessen wurde KBS 3TV in EBS umbenannt. Am 22. Juni 2000 schließlich wurde EBS eine eigenständige Rundfunkgesellschaft.

## Kanäle

### Terrestisch und Kabel
- EBS 1TV – Folgende Themengebiete werden schwerpunktmäßig behandelt: Bildung für die Kinder, Kultur, Allgemeinbildung
- EBS 2TV – Die Programme des EBS 2TV dienen als Ergänzung für die öffentliche schulische Bildung, zudem werden englischsprachige Programme ausgestrahlt.

### Via Satelliten und IPTV
- EBS Plus 1 – Spezialisiert auf die CSAT-Prüfung (College Scholastic Ability Test) und die Oberstufe
- EBS Plus 2 – Für die Grund- und Mittelschule, Berufsbildung
- EBS KIDS – Für die Kids.
- EBS english – Sendungen auf Englisch
- EBS America – Sendungen für die in Nordamerika lebenden Koreaner

### Radio
- EBS FM (FM) – Der Fokus liegt auf der Literatur sowie der Fremdsprachendidaktik. Es werden Bücher vorgelesen.
- EBS i-Radio (Radio over IP) – Die Internet-Version des EBS FM.

### Online-Plattform
- EBSi – Auch hier liegt der Fokus auf der CSAT-Prüfung sowie der Oberstufe

## Kooperationen
- Deutschland: ARD
- Vereinigte Staaten: PBS, NPR
- Kanada: CBC
- Vereinigtes Königreich: BBC
- Frankreich: France Télévisions, Radio France
- Spanien: RTVE
- Schweiz: SRG SSR
- Italien: Rai
- Australien: ABC
- Japan: NHK
- Volksrepublik China: CCTV
- Taiwan: Taiwan Television (TTV)
- Thailand: Thai PBS